# Senegal en los Juegos Mundiales de Breslavia 2017

Senegal fue uno de los 102 países que participaron en los Juegos Mundiales de 2017 celebrados en Breslavia, Polonia.
Senegal participó con 3 atletas que compitieron en dos disciplinas de dos deportes. El país terminó sin medallas.

## Delegación

### Baile deportivo

#### Rock ’n’ Roll
| Duetos                          |       |    |       |   |       |    |            |            |    |
| Sabine Mendy Clarisse Lea Sagna | 25.25 | 12 | 33.84 | 6 | 34.58 | 11 | eliminados | eliminados | 11 |

### Karate
| Femenino         |                |                |                |                |                |                |                |                |                |                |                |                |                |                |
| Mame Fatou Thiaw | Kumite +68 kg. | No se presentó | No se presentó | No se presentó | No se presentó | No se presentó | No se presentó | No se presentó | No se presentó | No se presentó | No se presentó | No se presentó | No se presentó | No se presentó |